# Витязь (пролив)

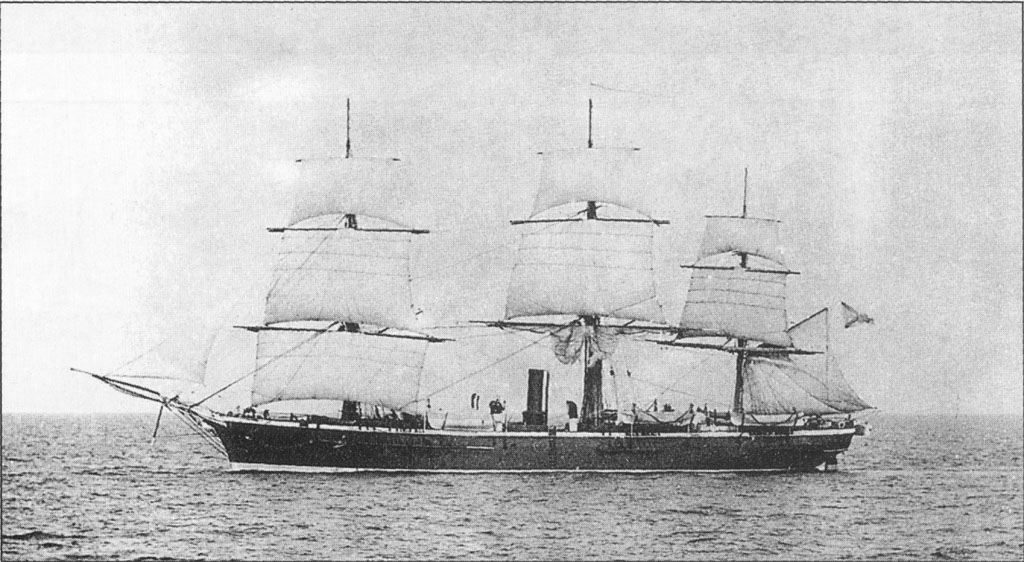
Российский корвет «Витязь»

Витязь (англ. Vitiaz Strait) — морской пролив в Новогвинейском море между вулканическим островом Лонг-Айленд и Новой Гвинеей. Координаты: 5°35’ ю. ш. 147°0’ в. д.
Остров Лонг-Айленд был открыт голландским мореплавателем Абелем Тасманом в 1643 году. Однако Тасман принял остров за часть Новой Гвинеи. Пролив был разведан лишь в 1872 году российским корветом «Витязь» (под командованием капитана 2 ранга Павла Николаевича Назимова 1829—1902), который вёз Н. Н. Миклухо-Маклая в его первую экспедицию, а на обратном пути открыл пролив, который получил своё название в честь российского судна.